# Decadente entusiasta

## Edición Oficial
"Decadente Entusiasta" es el cuarto disco de Sissi Hansen. Con este material, grabado en junio de 2001 y editado en 2008 de manera artesanal e independiente, marca su regreso a la escena local. Las diez canciones que lo componen fueron grabadas en Estudios El Cubo en junio de 2001 por Alejandro Seoane, junto a la banda Tinnitus (Leandro Pozzi en guitarra, Gerardo Lucero en bajo y Javier Dorado en batería) con las colaboraciones de Fernando Verón en piano y Ekaterina Larchenko en Violines. La producción estuvo a cargo de Seoane/Pozzi, (excepto en los indicados, producidos por Seoane)
La nueva edición contiene como bonus track "Resuena mi Niñez", un cover del grupo Massacre grabado en marzo de 2009 en Estudios El Attic, especialmente para el disco homenaje que se lanzó en la web en agosto del mismo año.

### Lista de temas
Todos los temas compuestos por Sissi Hansen y Leandro Pozzi, excepto los indicados. Producido por Alejandro Seoane y Leandro Pozzi, excepto (*) Producido por Alejandro Seoane y (#) Producido por Gerardo Lucero
1. Sintiendo Amor en Otro Tiempo
2. Esperando a mi Amor (*) (Sissi Hansen; Alejandro Seoane)
3. Las Rosas (*) (Sissi Hansen; Alejandro Seoane)
4. Jugando a ser Normal
5. Mujer Violenta
6. Presentimiento (*) (Sissi Hansen; Alejandro Seoane)
7. Casa Quemada (Sissi Hansen; Alejandro Seoane; Leandro Pozzi)
8. Corre (Sissi Hansen; Alejandro Seoane; Leandro Pozzi)
9. Rompes (Mi Amor) (*) (Sissi Hansen)
10. Despersonalización
11. Resuena mi Niñez (#) (Massacre)

## Edición Digital I-Tunes
El 7 de julio de 2007 se lanza mundialmente Decadente Entusiasta bajo el sello Bizarra NetLabel. Esta versión contiene sólo algunos temas de los que luego se incluyen en la edición oficial, más dos remixes, dos versiones a piano ("Desconfío" de Pappo y "You Are So Beautiful" de Joe Cocker) y un inédito: "Fue Amor", grabado en los Estudios Del Abasto por Álvaro Villagra junto a la banda de soul Coolísimo.

### Lista de temas
1. Despersonalización
2. Despersonalización Hipeletro on the Water Mix
3. Jugando a ser Normal
4. Jugando a ser Normal Red Dress Mix
5. Sintiendo Amor en otro Tiempo
6. Las Rosas (Sissi Hansen; Alejandro Seoane)
7. Fue Amor (Sissi Hansen; Jorge Bonomo)
8. Esperando a mi Amor (Sissi Hansen; Alejandro Seoane)
9. You Are So Beautifull (Joe Cocker)
10. Desconfío (Pappo)

## Músicos
- Sissi Hansen: Voz y guitarra
- Alejandro Seoane: Guitarras y programaciones
- Leandro Pozzi: Guitarras y programaciones
- Gerardo Lucero: Bajo
- Javier Dorado: Batería

### Músicos invitados
- Ekaterina Larchenko: Violines
- Fernando Verón: Piano
- Darío Spiguel: Piano
- Alejandro Cota: Guitarra
- Jorge Bonomo: Guitarra
- Miyo: Guitarra
- Lucas Canel: Batería

## Personal
- Producción Artística: Alejandro Seoane; Leandro Pozzi.
- Ingeniero de Grabación y Mezcla: Alejandro Seoane; Leandro Pozzi en Estudios El Cubo.
- Grabaciones Adicionales: Fue Amor por Álvaro Villagra en Estudios Del Abasto; Resuena Mi Niñez por Patricio Klaypole en Estudios El Attic.
- Mezclas Adicionales: Despersonalización por Nicolás Kallwill en SoundRec; Desconfío por Carlos Lucero; Jugando a ser Normal y Sintiendo Amor en Otro Tiempo por Nicolás Cecinini.
- Diseño de Arte: Víctor Annelli
- Fotos: Ezequiel Valdéz
- Dirección de Arte y Make Up: Fernando Arechaga
- Vestuario: Carolina Aubele